# 98-я отдельная стрелковая бригада (2-го формирования)
98-я отдельная стрелковая бригада (2-го формирования) - воинское соединение Вооружённых Сил СССР в период  Великой Отечественной войны. В  Действующей Армии с 24 декабря 1942 г. по 10 мая 1943 г.

## История
Бригада формировалась по Директиве Главупроформа Красной Армии от 8 сентября 1942 г. в г. Теджен (Туркменская ССР). 9 декабря 1942 г. убыла из места формирования и 16 декабря 1942 г. прибыла в г. Астрахань (место дислокации - Тинаки), где 24 декабря 1942 г. была включена в состав  28-й армии (3-го формирования)  Сталинградского фронта (2-го формирования); с 01.01.1943 - Южный фронт (2-го формирования). Принимала участие в  Ростовской наступательной операции (1 января - 18 февраля 1943 г.). 10 мая 1943 г. обращена на формирование  127-й стрелковой Чистяковской Краснознамённой, ордена Кутузова дивизии (3-го формирования).

## Подчинение
| Дата            | Фронт (округ)                   | Армия                          | Корпус | Примечания |
| --------------- | ------------------------------- | ------------------------------ | ------ | ---------- |
| 01.10.1942 года | Средне-Азиатский военный округ  | -                              | -      | -          |
| 01.11.1942 года | Средне-Азиатский военный округ  | -                              | -      | -          |
| 01.12.1942 года | Средне-Азиатский военный округ  | -                              | -      | -          |
| 01.01.1943 года | Южный фронт (2-го формирования) | 28-я армия (3-го формирования) | -      | -          |
| 01.02.1943 года | Южный фронт (2-го формирования) | 28-я армия (3-го формирования) | -      | -          |
| 01.03.1943 года | Южный фронт (2-го формирования) | 28-я армия (3-го формирования) | -      | -          |
| 01.04.1943 года | Южный фронт (2-го формирования) | 28-я армия (3-го формирования) | -      | -          |
| 01.05.1943 года | Южный фронт (2-го формирования) | 28-я армия (3-го формирования) | -      | -          |

## Командиры
- Ляшенко Василий Алексеевич (18.09.1942 - 17.01.1943), подполковник. С 17.01.1943 г. заместитель командира бригады по строевой части
- Мамчур Никифор Иванович (17.01.1943 - 10.05.1943), гвардии подполковник